# Toby Sebastian
Toby Sebastian, nato Sebastian Toby Pugh (Oxford, 26 febbraio 1992), è un attore e cantante britannico.
È principalmente noto per il ruolo di Trystane Martell nella serie televisiva Il Trono di Spade.

## Biografia
Toby Sebastian è nato a Oxford ma è cresciuto in Andalusia, in Spagna, con le sue tre sorelle: Florence, Arabella e Rafaela. Suo padre, Clinton Pugh, è un ristoratore e designer. Sua madre Deborah è un'insegnante di danza.

## Carriera
È apparso per la prima volta in TV come concorrente in Orange unsigned Act nel 2008. L'attore si è esibito come cantautore, eseguendo le proprie canzoni come parte di una competizione per vincere un contratto discografico da 60.000 strerline, ma non è arrivato in finale. Dopo lo spettacolo, ha lasciato la scuola per un contratto discografico con la A&M Records (Universal Music Group) e ha trascorso anni tra Londra, Los Angeles e Nashville dove ha registrato il suo album di debutto con il pluripremiato produttore country Chris Lindsey.
Nel 2012, ha ottenuto il suo primo ruolo da attore nella pellicola After the Dark. È apparso anche in Barely Lethal -16 anni e spia, dove ha anche contribuito con cinque canzoni originali alla colonna sonora.
Nel 2015 interpreta Trystane Martell nella quinta stagione della serie televisiva HBO Il Trono di Spade.
Nel 2017 interpreta Andrea Bocelli nel film biografico La musica del silenzio.

## Filmografia

### Attore

#### Cinema
- After the Dark, regia di John Huddles (2013)
- Barely Lethal - 16 anni e spia (Barely Lethal), regia di Kyle Newman (2015)
- Come diventare grandi nonostante i genitori, regia di Luca Lucini (2016)
- La musica del silenzio, regia di Michael Radford (2017)
- The Secret, regia di Ben Wicks (2018)
- Trading Paint - Oltre la leggenda (Trading Paint), regia di Karzan Kader (2019)
- Music, War and Love, regia di Martha Coolidge (2019)
- Coffee Wars, regia di Randall Miller (2023)

#### Televisione
- The Hollow Crown – miniserie TV, 1 episodio (2012)
- The Red Tent – miniserie TV, 1 episodio (2014)
- Il Trono di Spade (Game of Thrones) – serie TV, 5 episodi (2015-2016)
- All You Need Is Me – miniserie TV (2018)

## Discografia

### Album in studio
- 2013 - Into the Light

### Extended Play
- 2019 - Hamliar

### Singoli
- 2019 - No Money
- 2019 - Train to Mexico
- 2020 - Number One Lover
- 2020 - Toothpaste Kisses
- 2021 - Midnight (feat. Florence Pugh)
- 2021 - Sitting On The Water
- 2022 - Real Kicks

## Doppiatori italiani
- David Chevalier in La musica del silenzio
- Furio Pergolani in Il Trono di Spade